# Benthamiella nordenskioldii
Benthamiella nordenskioldii là loài thực vật có hoa trong họ Cà. Loài này được Dusén ex N.E.Br. mô tả khoa học đầu tiên năm 1900.